# Eszter Várady
Eszter Várady (verheiratet Eszter Kovátsné Várady) (* 10. Mai 1953 in Esztergom) ist eine ungarische Bibliothekarin und Schriftstellerin. Die meisten ihrer Werke erschienen unter dem Pseudonym Esther G. Wood.

## Leben
Eszter Várady wuchs als Tochter eines Forstingenieurs mit vier Geschwistern in Pilismarót auf. Als sie neun Jahre alt war, zog die Familie nach Esztergom. Als Jugendliche las sie Bücher von Karl May, Jules Verne und István Fekete. Zu dieser Zeit begann sie, Gedichte zu schreiben. Nach ihrem Abitur am Katalin-Dobó-Gymnasium, arbeitete sie ab 1971 in der József-Helischer-Stadtbibliothek in Esztergom, die sie bereits als Leserin gut kannte und liebte und war eineinhalb Jahre lang im Petőfi-Filmtheater tätig. Im Jahr 1974 erlangte sie den Berufsabschluss als Bibliothekarin und absolvierte noch ein Lehramtsstudium. Sie arbeitete anschließend als Bibliothekarin und wurde 2004 Direktorin der József-Helischer-Stadtbibliothek.
Neben ihrer Tätigkeit in der Bibliothek begann sie, Kriminalromane, Romane, Novellen und Kurzgeschichten zu schreiben, ermutigt durch den Schriftsteller Mihály Sükösd. Bislang erschienen mehr als 25 Werke; alle wurden unter einem englisch klingenden Pseudonym veröffentlicht wie Peter East, Peter Eastborough, Esther G. Wood oder Tom Higgins. In vielen Fällen jedoch gibt sie durch Erwähnung ihres wahren Namens als angebliche Übersetzerin des Buches aus dem Englischen oder als Mitherausgeberin einen Hinweis auf ihre wahre Identität.
Im Jahr 2019 wurde sie mit dem Mihály-Babits-Preis der Stadt Esztergom ausgezeichnet.

## Werke (Auswahl)
- Boldogság életveszélyben (Glück in Lebensgefahr), 1992
- A sátán nevében (Im Namen des Teufels), 1992
- Túl a halálon (Über den Tod hinaus), 1999
- Az örökös (Der Erbe), 2005
- A hasonmás (Der Doppelgänger), 2006
- Villámcsapás (Blitzschlag), 2006
- A férfi, aki tetszik nekem (Der Mann, der mir gefällt), 2007